# 鈴木成脩
鈴木 成脩（すずき なりまさ、生没年不詳）は、戦国時代の武将。戦国大名・後北条氏の馬廻衆弓大将で、剛弓の名手として高名をうたわれた。通称は大学頭または大学助。

## 略歴
相模国酒匂宿の鈴木氏の出とされ、父は鈴木大学助と伝わる。また、『小田原衆所領役帳』に見える「鈴木大学助」も同人と考えられ、中郡厚木之内、西郡福正分で120貫文の知行を有した。御馬廻衆48番将の1人として、合印は「ぬ」印であった。
天正18年（1590年）の小田原合戦では、後北条氏の弓大将として奮戦したが、遂に小田原城渋取口で討死したことが三浦浄心『北条五代記』に記されている。
『新編相模風土記稿』によると、鈴木成脩の先祖は源義経に仕えた鈴木三郎重家で、文治中、義経が奥州に逃れた後、その臣・鈴木三郎重家が嬰児を懐いて相模国酒匂の後の鈴木家に数日寓居した。一日、主に、義経と死生を共にしたい、とこの児を観音金像と共に託した。主は子がなかったので彼の児を嗣子として家を襲がした。このことから鈴木を氏とし、その子孫の成脩に至って、小田原北條氏に仕えた。
成脩は城北荻窪村に一小庵を建て、彼の金像を安んじた。小田原合戦のとき、小田原城に籠り、毎日敵陣に向かって矢を放ったが、無駄になった矢はなかったという。敵も大学を討とうとして、終に天正18年5月6日に、渋取口にて鉄砲に当たり戦死した。『鈴木大学は勇将殊に強弓を射けるが、城中より射出すに、鎧も甲もたまらず射通しけるが、矢に鈴木大学助矢先成佛と小刀を以て彫付けしとなり』。
成脩の死後、子孫は帰農し、その子某は後に「一閑居士」と号して、代々「新左衛門」を名乗り、酒匂の名主を務めた。
鈴木家の菩提寺は酒匂の法善寺であるが、『小田原史跡めぐり』他によると、鈴木大学頭成脩の墓は城山の曹洞宗桃源寺の墓地にある。